# Monochamus irrorator
Monochamus irrorator är en skalbaggsart. Monochamus irrorator ingår i släktet Monochamus och familjen långhorningar.

## Underarter
Arten delas in i följande underarter:
- M. i. irrorator
- M. i. cinerasceus